# Katra
För andra betydelser, se Katra (olika betydelser).
Katra är ett symphonic gothic metal-band från Finland grundat 2005. Sångerska är Katra Solopuro. Bandet har även ställt upp i Finlands uttagning till Eurovisionsschlagerfinalen. Det senaste albumet släpptes genom Napalm Records.

## Medlemmar
Nuvarande medlemmar
- Johannes Tolonen – basgitarr (2006–)
- Katra Solopuro – sång (2006–)
- Kristian Kangasniemi – gitarr (2006–)
- Matti Auerkallio – trummor (2009–)

Tidigare medlemmar
- Jani Wilund – keyboard (2006)
- Tom Gardiner – gitarr (2006)
- Jaakko Järvensivu – trummor (2006–2009)
- Teemu Mätäsjärvi – gitarr

## Diskografi
Studioalbum
- 2007 – Katra
- 2008 – Beast Within
- 2010 – One Wish Away, 2010

Singlar
- 2006 – "Sahara"
- 2007 – "Tietäjä" / "Vaaratar"
- 2010 – "One Wish Away"

Musikvideor
- 2008 – Tietäjä
- 2008 – Beast Within
- 2010 – One Wish Away
- 2012 – Envy